# Anthomyia plurinotata
Anthomyia plurinotata är en tvåvingeart som beskrevs av Brulle 1833. Anthomyia plurinotata ingår i släktet Anthomyia och familjen blomsterflugor. Arten är reproducerande i Sverige. Inga underarter finns listade i Catalogue of Life.